# Castell de Petrés
El castell de Petrés o casa castell del Baró de Petrés és una fortalesa que es troba a Petrés (província de València). És Bé d'interès cultural amb anotació ministerial RI-51-0010628 de 9 de maig de 2001.

## Història
Pel que sembla, es va construir al segle xiv, ja després de la conquesta, si bé pot ser que s'edifiqués sobre una torre o petita fortalesa musulmana. Es va construir per ordre de Joan Aguiló Romeu, que el 1340 es va convertir en senyor del lloc. La construcció tenia una funció més residencial que militar.

## Descripció
És una fortalesa de planta quadrada, completament emmurallada i defensada per una torrassa emmerletada. El cos principal de l'edifici, que s'alça sobre un ampli alt des del qual es domina el camí vell de Sagunt, constitueix una mostra del palau gòtic valencià.
L'entrada es realitzava per mitjà d'un arc de mig punt i passant una crugia i un arc carpanell que donen accés al pati. Aquest és de planta rectangular i a aquest s'obren, amb arcs, algunes estances laterals, a més de trobar l'escala, la qual donava accés a la planta principal. Sota el pati, es troba l'antiga cisterna que recollia les aigües pluvials.
En les primeres dècades del segle xx, encara en perdurava la torre mestra, quadrada. Aquesta ja no existeix a principis del segle xxi. L'edifici ha estat espoliat i abandonat. Per això, ha desaparegut també la capella dedicada a la Puríssima Concepció, tot i que encara es poden veure les restes del pou i l'aljub del castell, a l'altre costat de la carretera que passa pel seu costat. L'estat de ruïna és especialment visible a l'interior de la fortalesa, on s'han enfonsat la totalitat de les dependències.

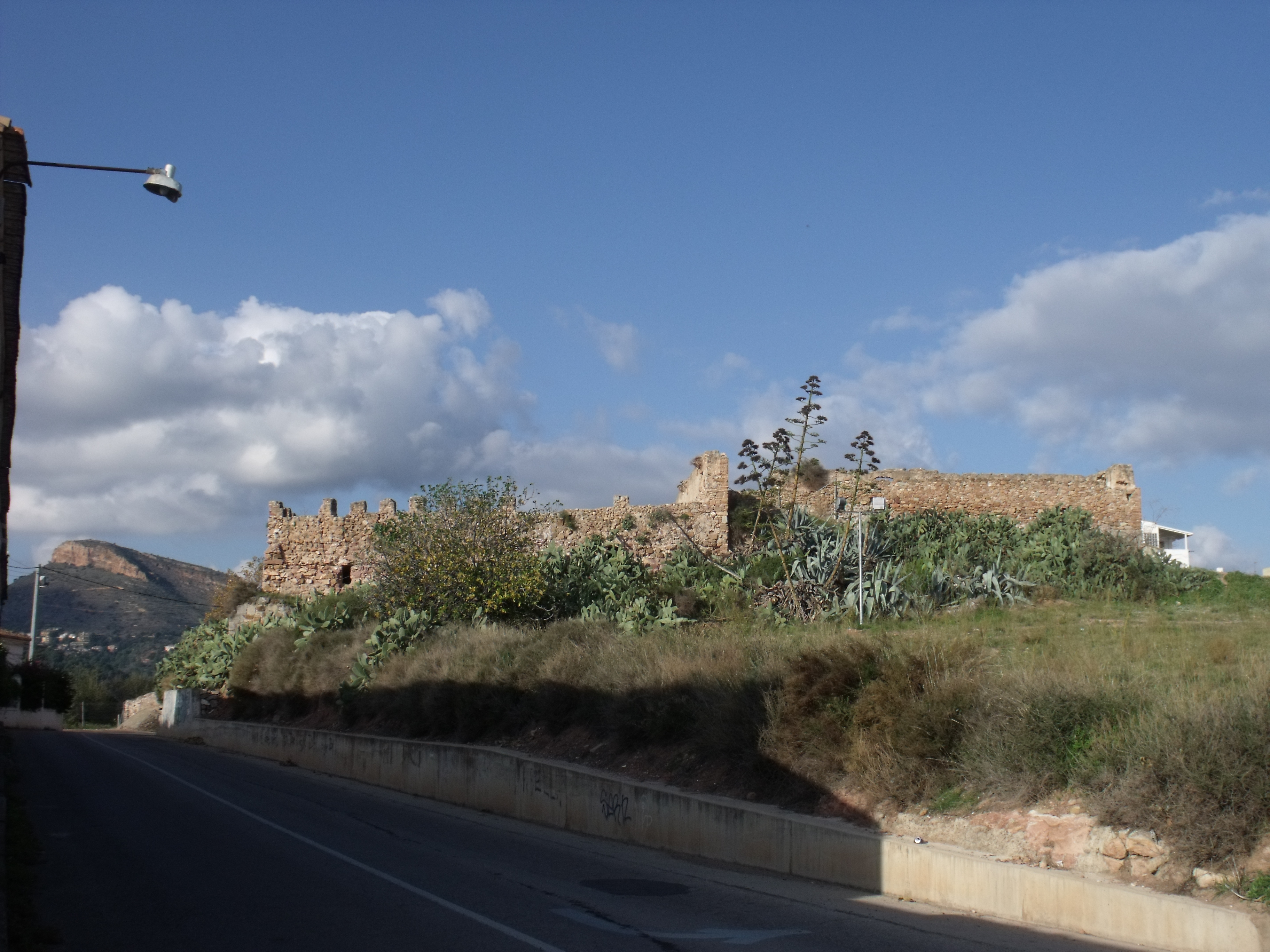
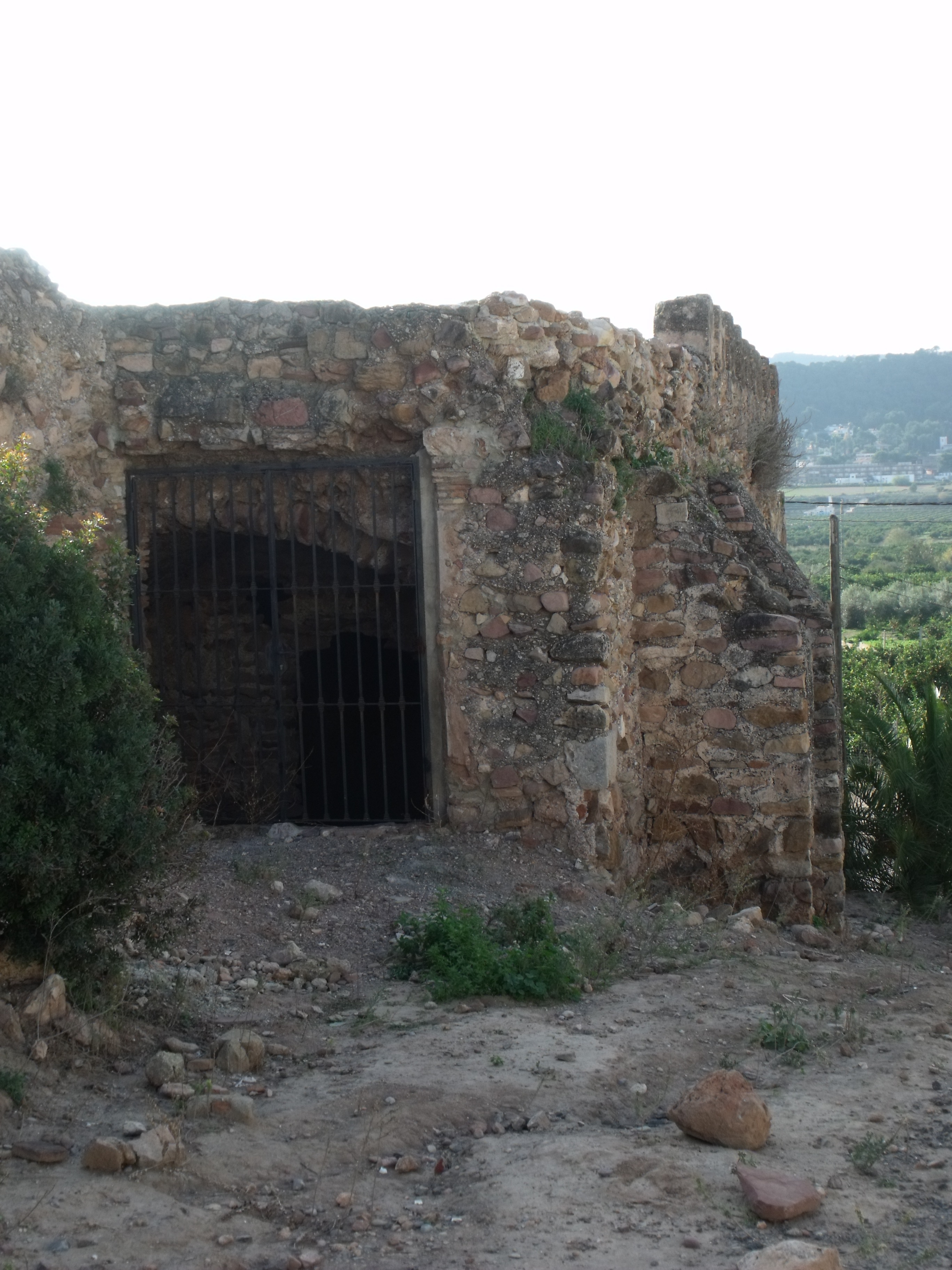
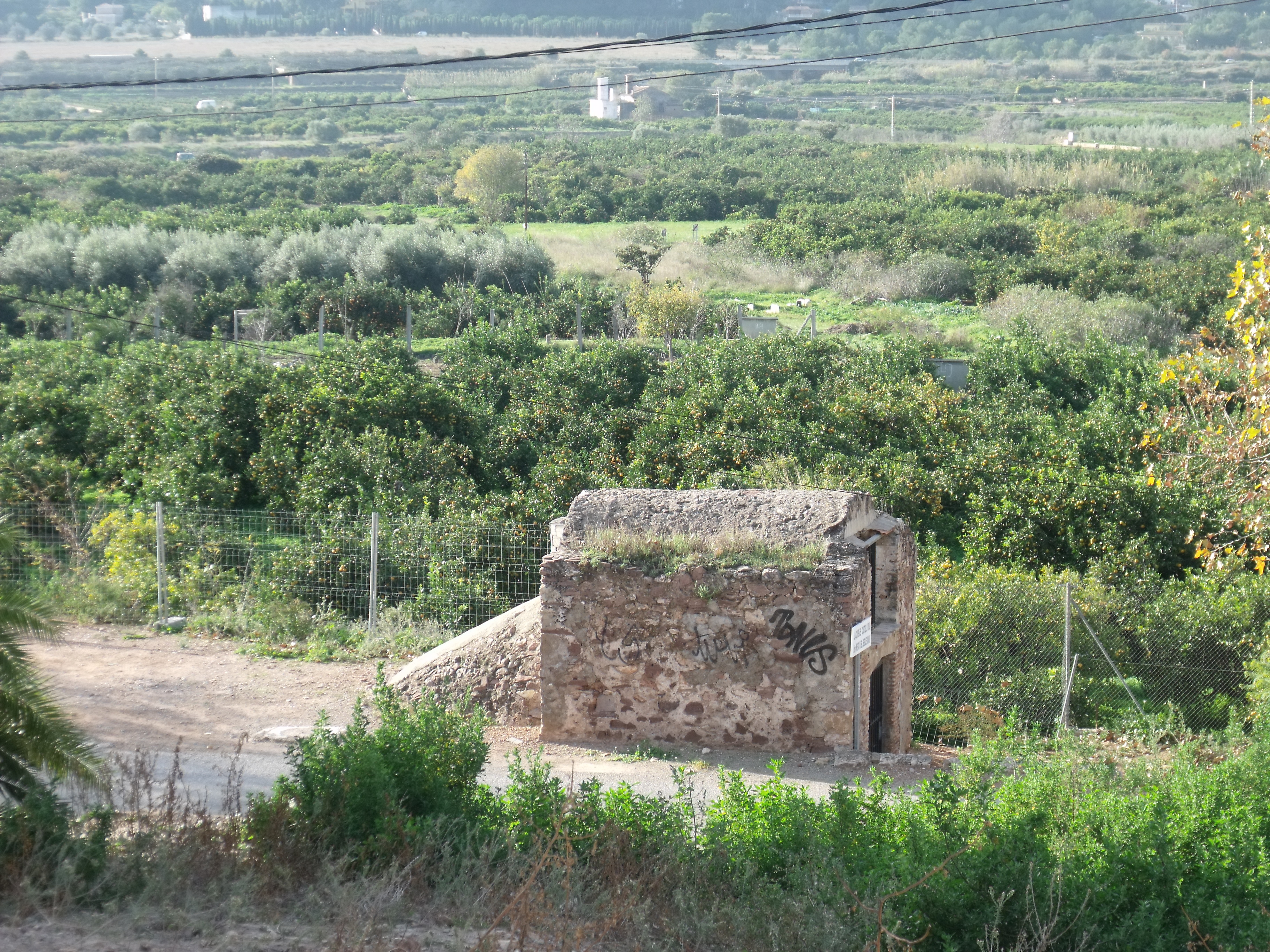
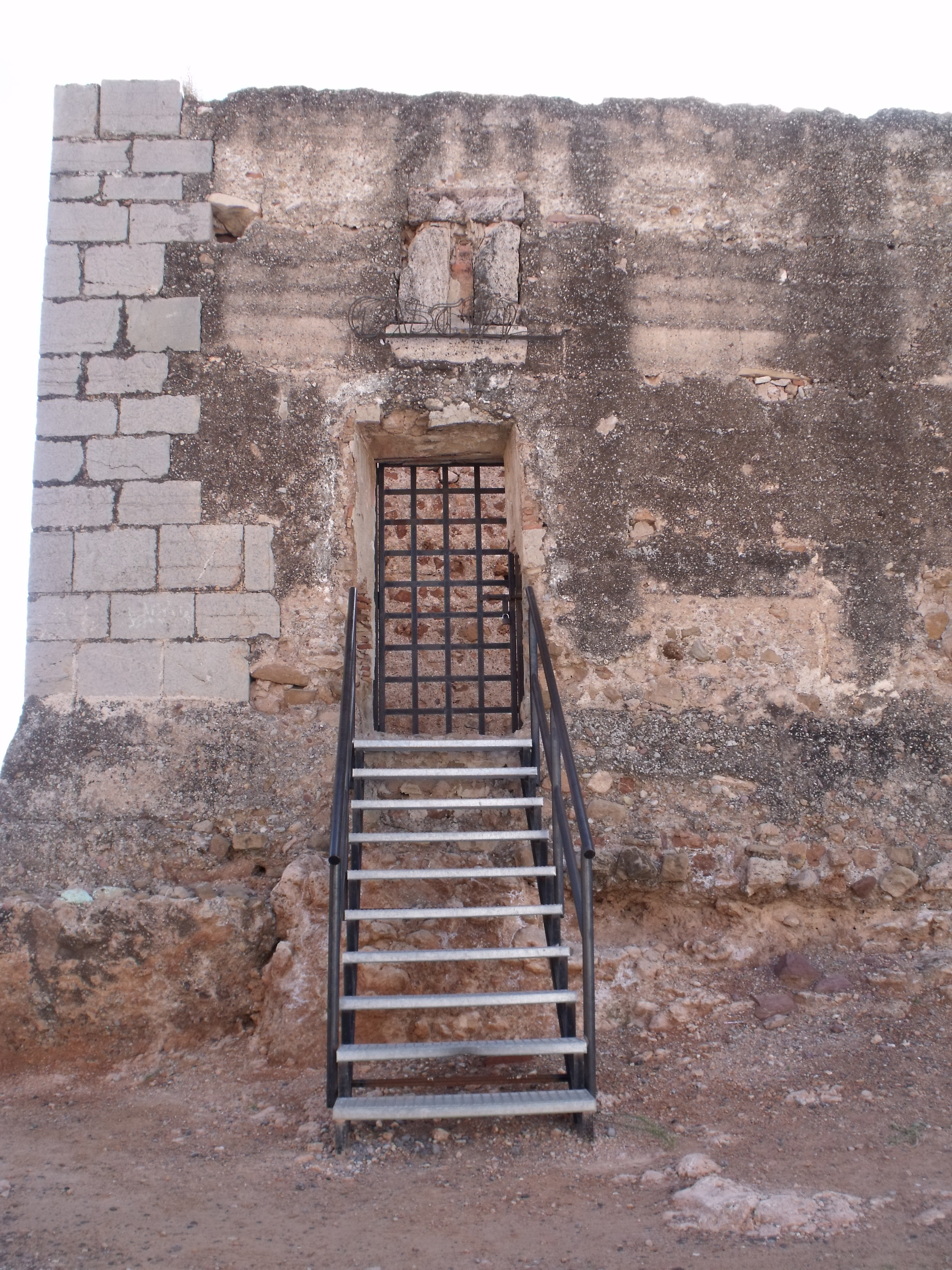